# Geração Z
A geração Z (abreviado gen-Z) (coloquialmente alcunhada em inglês de zoomers, centennials e/ou igeneration) é a definição sociológica da geração de pessoas nascidas, em média, entre a segunda metade da década de 1990 até o início dos anos 2010, mais especificamente, de 1997 a 2012. Ou seja, é o perfil geracional sucessor da Geração Y, de 1980 (começo do Echo Boom). É a geração que não possui memórias (em razão da pouca idade à época) da virada do Século, Milênio e Década - ocorridas em 1º de Janeiro de 2001, que corresponde ao primeiro dia do século XXI, do Terceiro Milênio e da década de 2000. É a geração que corresponde à idealização e nascimento da World Wide Web (criada em 1990 por Tim Berners-Lee) e, na substancial intensificação da criação de aparelhos tecnológicos modernos. É, ademais, uma das gerações nativas digitais, assim como a Geração Y e a Geração Alfa, sendo nativo digital termo cunhado por Marc Prensky, para se referir, como definido pelo autor, às gerações de pessoas nascidas a partir da década de 1980, isto é, às pessoas que nasceram e cresceram com as tecnologias digitais presentes em suas vidas, como videogames, MP3, iPod, etc.

Os especialistas comumente utilizam os ataques de 11 de setembro de 2001 para delimitar o início dessa geração e o fim da geração millenial. Aqueles que não apenas nasceram nas últimas décadas do milênio passado, mas que também se recordariam desse evento pertenceriam à geração millenial, haja vista tal demarcador histórico ter sido um dos maiores acontecimentos globais que representariam e impactariam a geração do Milênio ao redor do mundo, criando, acima de tudo, uma memória coletiva dos ataques entre os millenials. Os Zoomers (Geração Z), pelo contrário, não viram (ou eram muito novos para entender) a queda das Torres Gêmeas; os nascidos a partir da segunda metade da década de 1990 não sabem o que é o mundo pré-11 de setembro, assim como os millenials não sabem o que é o mundo pré-queda do Muro de Berlim.

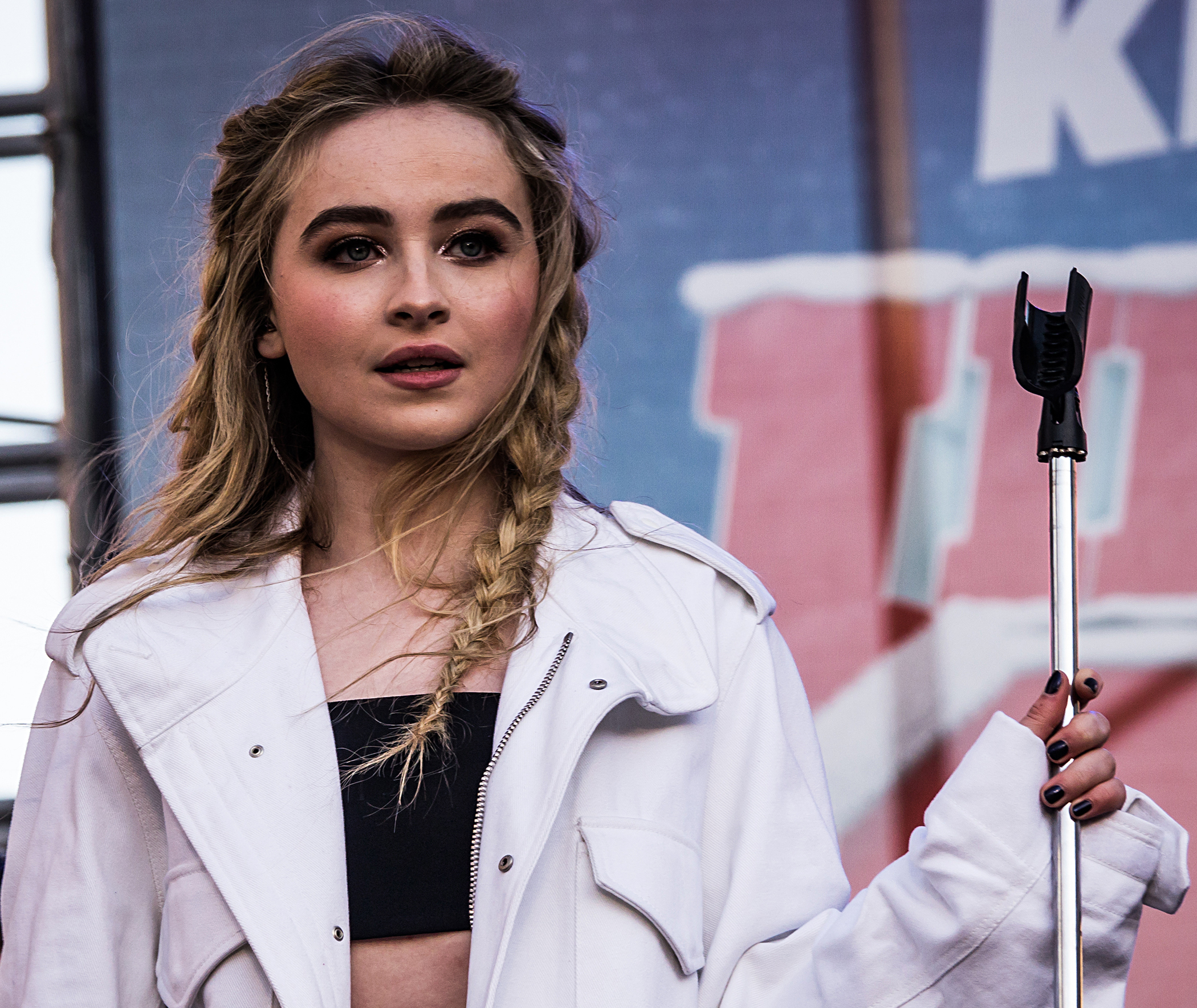
Sabrina Carpenter é uma das personalidades representativas da geração Z.

Muitos membros da geração Z são os filhos da geração X.

## Descrição

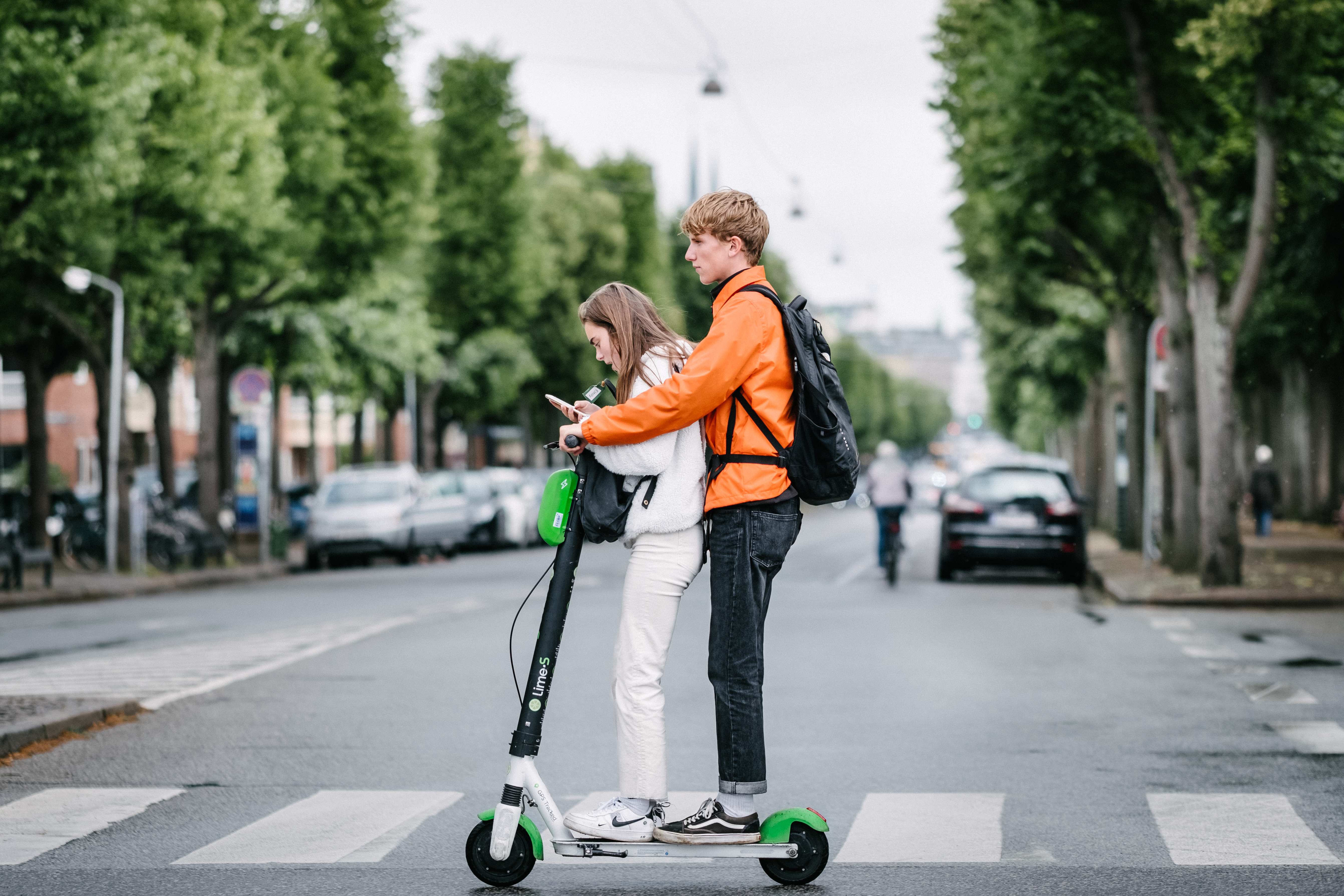

As pessoas da Geração Z são conhecidas por serem nativas digitais, muito familiarizadas com a internet, compartilhamento de arquivos, telefonia móvel, não apenas acessando a rede de suas casas, mas também pelo celular, estando assim extremamente conectadas. Suas principais características são: compreensão da tecnologia e abertura social às tecnologias.

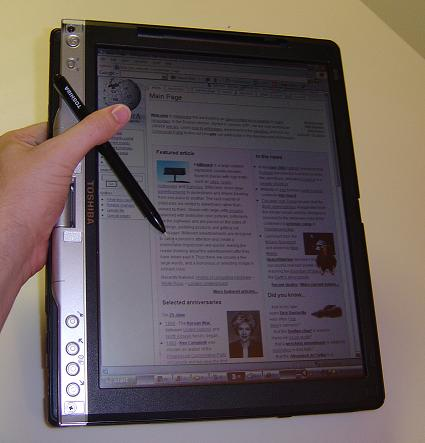
Um Tablet, um grande lançamento das indústrias de informática e telefonia nos anos 2000.

Alguns especialistas sugerem que, por estarem passando pela Grande Recessão, a primeira grande crise econômica desde a Grande Depressão — porém não maior — e que atinge sobretudo os jovens, as gerações Y e Z passaram a ser dominadas por um sentimento de insatisfação e insegurança quanto à realidade e ao futuro da economia e da política. Esta geração é confrontada com uma diferença de renda cada vez maior em todo o mundo e uma classe média encolhendo, o que tem levado ao aumento dos níveis de estresse nas famílias.
O habitat da Geração Z, assim como o da Geração Y, é o do desemprego e da precariedade. A Geração Z presenciou o surgimento de indivíduos, grupos e movimentos políticos e sociais anti-establishment, resultado do aprofundamento da polarização ideológica na sociedade, através da chamada ciberpolítica e que atrai uma parcela — ainda que minoria — dessa geração, parcela essa constitutiva a uma "geração bloqueada", segundo o sociólogo João Teixeira Lopes.

Por outro lado, ao contrário de todas as outras gerações anteriores, esta geração é tida como a mais tolerante que já existiu, a mais aberta à legalização do casamento entre pessoas do mesmo sexo, e inclusive sendo também a mais favorável à igualdade de gênero.

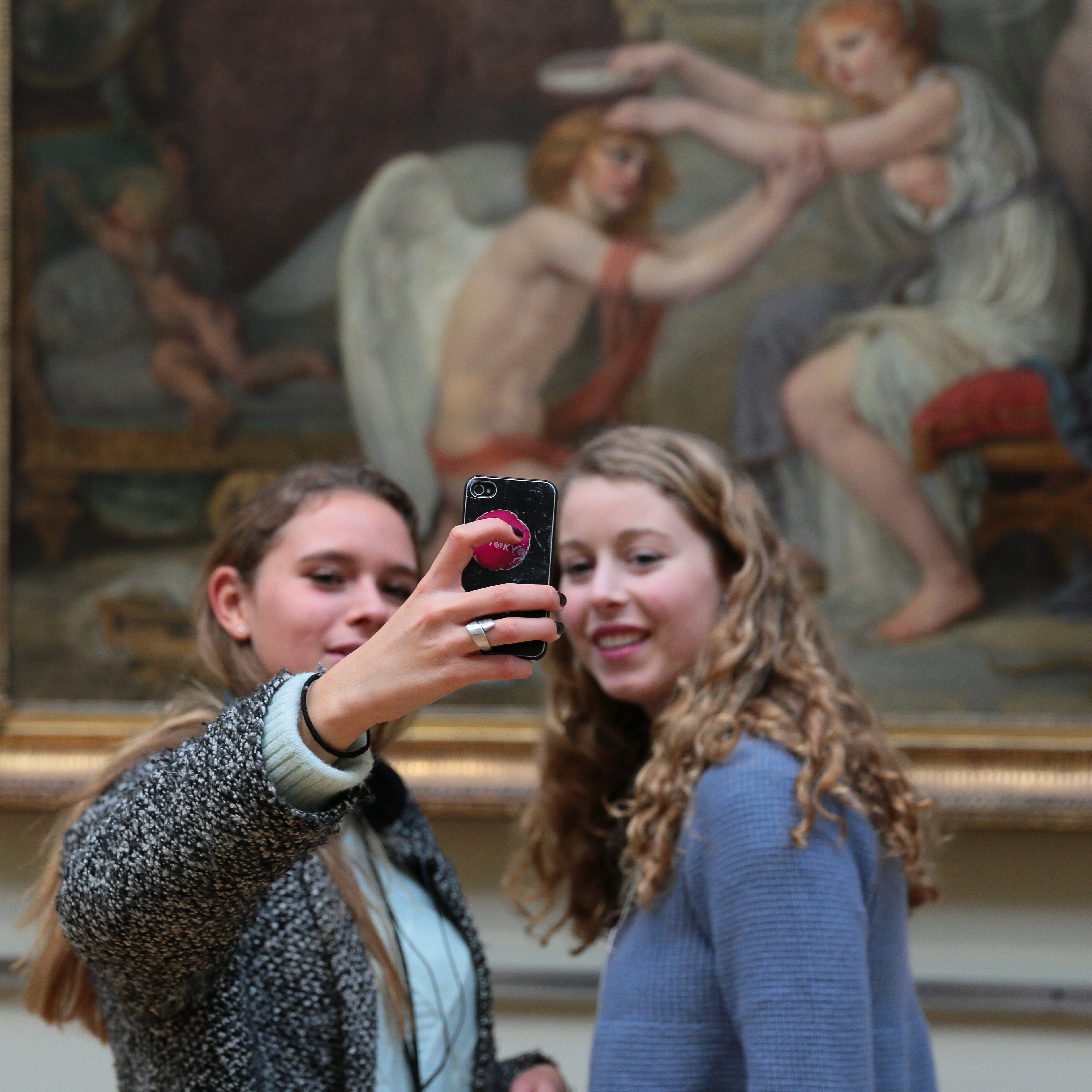
Duas jovens tirando uma selfie em 2016.

O ano de 2020 marca a entrada dessa geração na corrida eleitoral brasileira, com o grupo mais jovem estando entre 16 e 20 anos.

## Por país

### Brasil
Investigando o contexto brasileiro, as pesquisadoras Milhome e Rowe, da Universidade Federal da Bahia, identificaram os nascidos entre 1992 e 2005, que chegaram a vivenciar no começo de seu período de formação macro o governo Dilma Rousseff seguido de seu impeachment, Governo Temer, Bolsonaro, junto da pandemia de COVID-19, como parte da geração 4.0.

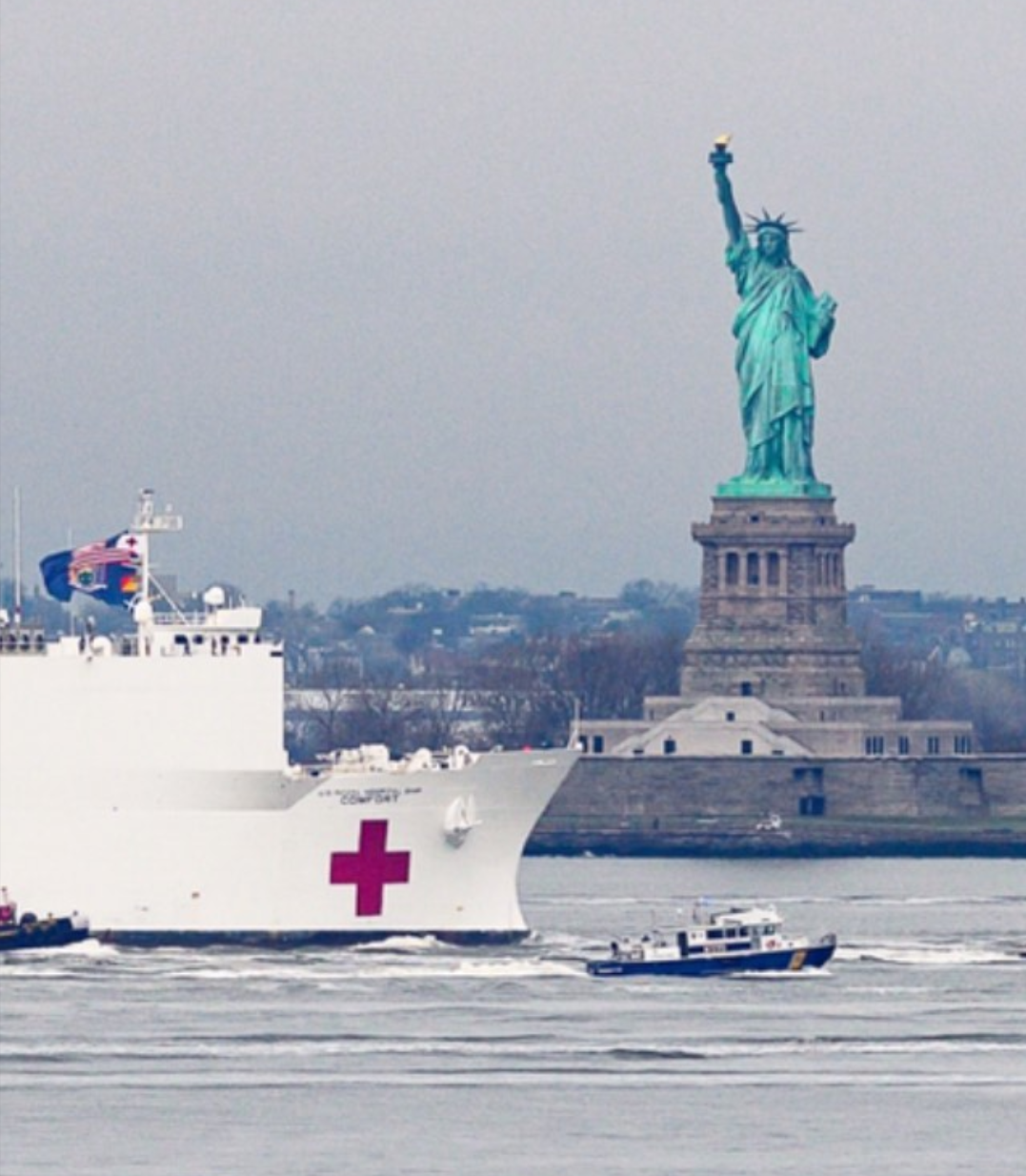
O navio-hospital USNS Comfort entrou no porto de Nova Iorque em março de 2020 em resposta à pandemia de COVID-19, uma grande crise global que ocorreu durante os anos de formação da Geração Z.

### Estados Unidos
Considerando os seus anos de nascimento, os membros da geração Z não têm memória do período anterior aos ataques terroristas de 11 de setembro de 2001 e à subsequente Guerra ao Terror. No entanto, mesmo vinte anos após os ataques terem ocorrido, as preocupações com a segurança nacional e a segurança pessoal permanecem. Mas a maioria dos membros da geração Z estava nos seus anos de formação durante a crise financeira de 2008. Um inquérito de 2013 revelou que 47% da geração Z nos Estados Unidos (considerada aqui como sendo aqueles com idades compreendidas entre os 14 e os 23 anos) estavam preocupados com a dívida estudantil, enquanto 36% estavam preocupados com a possibilidade de pagar um ensino superior.